# آدامینابی
آدامینابی (به انگلیسی: Adaminaby) یک شهرک در استرالیا است که در نیو ساوت ولز واقع شده‌است.